# Claes Stapelhof
Het Claes Stapelhof of Claes Stapel's Hofje is een voormalig vrouwenhofje aan de straat Munnickenveld in de stad Hoorn. Het hofje is in 1682 gesticht en omstreeks 1870 werd het door een hekwerk van de straat afgesloten. In 1954 kwam in het hek het poortje van de voormalige Latijnse School.

## Geschiedenis
Het Claes Stapelhof (alleen de huidige westelijke vleugel, deze telde toen vijf woningen) werd in 1682 gesticht voor bejaarde vrouwen die niet langer zelfstandig hun huishouden konden bedrijven en niet bij familie in konden wonen. Voor deze vrouwen waren er ook al het Sint-Pietershof en het Sint Jansgasthuis, echter het Sint Pietershof was er voor de ouderen met financiële middelen en het Sint Jansgasthuis was er juist voor de ouderen zonder financiële middelen. Voor de tussengroep was er in Hoorn nog niks, daarom besloten de heren Jan Jansz. Koekebacker, Pieter Bos en Claes Stapel een nieuw tehuis op te richten. Hun motto was toen tot onderstand van eenige weduwe ende vrijster die niet wel konne voort komen. Om in het hofje te mogen wonen dienden de vrouwen gereformeerd, remonstranst of doopsgezind te zijn. Hoewel volgens het reglement de dames vrij waren in de keuze van hun religie, waren katholieke en lutherse dames toch uitgesloten om in het hofje te komen wonen. 
De drie stichters waren allen ruim bemiddeld, Koekebacker was waarschijnlijk koopman, van Bos is dit zeker, en Stapel was notaris. Allen waren zijn christen, Stapel was remonstrants gedoopt en de andere twee waren doopsgezind. Zij vonden dat zij zich vanuit hun naastenliefde dienstbaar naar vermogen moesten handelen. 
De drie heren waren ook de eerste drie regenten van het hofje, echter hun regentschappen waren van korte duur. Bij alle drie ontstonden al snel financiële problemen, de heren betaalden te laat of waren in het geheel niet in staat aan hun financiële verplichtingen te voldoen. Toch verrees in 1684 een nieuwe vleugel met drie woningen. Binnen drie jaar na de stichting overleden zowel Jan Jansz. Koekebacker (rond december 1684) als Claes Stapel (1685). Wanneer is niet bekend, maar in de 18e eeuw werden er aan de oostelijke zijde nog drie woningen gebouwd. De regentenkamer werd in 1895 gebouwd aan de noordzijde van het hofje, op de plek waar daarvoor een bleekveldje was. In 1979 kocht Stadsherstel Hoorn het hofje, zodat het in 1980 gerestaureerd kon worden. Hierbij werden huisjes samengevoegd en opnieuw ingericht. Ook de regentenkamer werd verbouwd tot woning, omdat het hofje geen regentschap meer kende.
Het hofje ligt aan het noordelijke deel van het Munnickenveld, achter twee vroeg-zeventiende-eeuwse woonhuizen. Deze twee woonhuizen maakten onderdeel uit van het hofje, maar voor overdracht aan Vereniging Hendrick de Keyser (in 1987) werden ze van het hofje gescheiden. De achterzijde van het hofje ligt tegen de Noorderstraat, onderdeel van de oude stadswal van Hoorn.

## De huisjes
De huisjes zijn uit verschillende bouwperiodes, de oudste twee huisjes, gelegen in het westelijke deel van het hofje, zijn uit het stichtingsjaar 1682. Een aantal huisjes aan de oostzijde van het hofje zijn twee jaar jonger, een aantal huisjes aan diezelfde zijde zijn gebouwd tussen 1730 en 1776. Het pand dat de regentenkamer huisvestte stamt uit 1893.

### Indeling
Het hofje heeft nooit meer dan 11 woninkjes geteld, dit maximum werd in de 18e eeuw bereikt. Alle huisjes waren met elkaar verbonden middels een doorlopende kap, de kap zorgde voor een doorlopende zolderverdieping want alle bewoonsters konden via een trap naar de zolder en daar waren geen scheidingswanden aanwezig.
De huisjes zelf waren wel van scheidingswanden voorzien, hierdoor ontstonden 11 woninkjes van ongeveer 16m2 met aan een zijde een bedstede en aan de andere zijde een stookplaats. Alle woninkjes waren ook voorzien van een vaste kast en een klein portaaltje zodat men niet vanuit de buitenlucht meteen in de kamer stond. Een waskeuken was mogelijk gevestigd in het linker woonhuis aan straatzijde. De regentenkamer bevond zich in het rechterpand. 
In 1954 werden de woninkjes verbouwd, twee huisjes werden samengevoegd tot een woning, in de woonkamer kwam een open keuken met eigen watervoorziening en er kwam ook een aparte slaapkamer en  wc in de woning, tot 1954 waren de huisjes niet voorzien van een eigen wc-ruimte. Er was op het terrein namelijk een secreet aanwezig.

### Woning van de hospes
De woning van de hospes, of hofjesvrouw, was groter. Deze vrouw diende als tussenpersoon tussen de bewoonsters en de regenten. Vanwege deze functie had zij het recht op het grootste huisje van het hofje. Dit huisjes bevond zich aan de noordzijde van het hofje. De deur naast haar toegangsdeur was de deur van het secreet. 

## Regentenkamer
Vanaf het stichtingsjaar tot 1893 bevond de regentenkamer zich in een van de reeds bestaande pandjes aan het Munnickenveld. Hiermee bevond het zich dus buiten het hofje. In 1893 verhuisde de regentenkamer zich naar een nieuw gebouwd pand aan de noordzijde van het hofje, dit pand is ontworpen door J. Gleijsteen, een metselaar uit Hoorn. Het nieuwe onderkomen bevatte een gang en een kamer van 4x4m, een wand van deze kamer werd volledig in beslag genomen door een boekenkast. 
Oorspronkelijk waren de twee vensters in deze ruimte voorzien van zogenaamde T-ramen, tijdens de restauratie door Stadsherstel Hoorn in 1980-1981 werden deze verwijderd en vervangen door ramen met 18e-eeuwse roedeverdeling. Na de restauratie heeft deze ruimte geen dienst meer gedaan als regentenkamer. De regentenkamer is verbouwd tot woonruimte. 
De gemeente heeft na de restauratie het hofje in haar beheer gekregen, op haar beurt heeft de gemeente het hofje verkocht aan de vereniging Hendrick de Keyser. Daarmee is ook de oorspronkelijke doelstelling vervallen, de woningen zijn nu verworden tot normale huurwoningen. 

## Poort
De huidige poort die het hofje van de straat afsluit is het de poort van de voormalige Latijnse School, hoe de oorspronkelijke poort van het hofje er uit heeft gezien is niet bekend. Waarschijnlijk is de oorspronkelijke houten schutting met poort in 1853 vervangen door een ijzeren hekwerk. In 1954 is de toegangspoort van de Latijnse School er in geplaatst.
De poort bestaat uit een gebroken fronton met daarin het wapen van Hoorn.